# Bendosewu
Bendosewu is een bestuurslaag in het regentschap Blitar van de provincie Oost-Java, Indonesië. Bendosewu telt 5124 inwoners (volkstelling 2010).